# Gochsheim (Kraichtal)
Gochsheim (südfränkisch: Gochze) ist ein Stadtteil von Kraichtal im Landkreis Karlsruhe im nordwestlichen Baden-Württemberg. Der Ort erlangte bereits im 13. Jahrhundert die Stadtrechte und hatte diese (mit Ausnahme der Jahre 1935 bis 1956) bis zur Gründung der Stadt Kraichtal im Jahr 1971 inne.

## Geographie

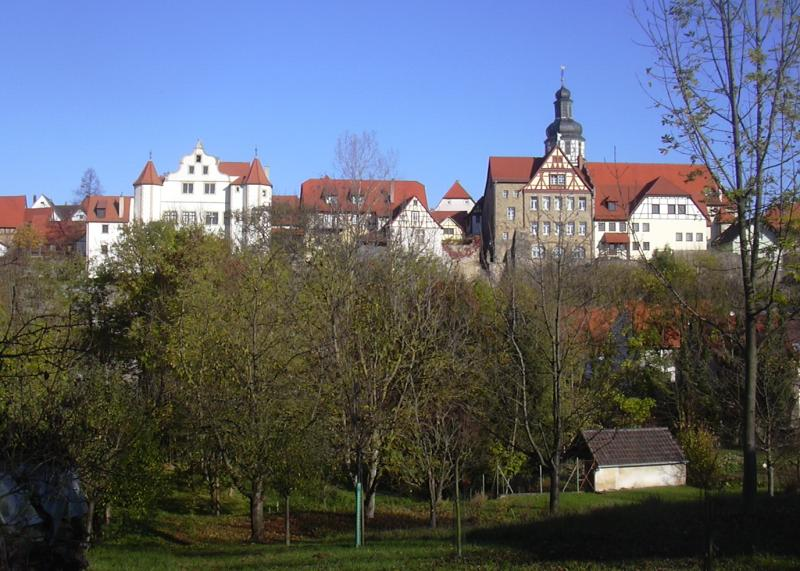
Gochsheim von Südosten

Gochsheim liegt in der Hügellandschaft des Kraichgaus am Kraichbach. Die Gemarkungsfläche beträgt 12,67 km2. Der Ortskern mit Schloss, Kirche, Schule und Rathaus liegt auf einer Anhöhe, die im Osten vom Kraichbach in einem Bogen umflossen wird. Der Kraichbach markiert auch im Wesentlichen die östliche Siedlungsgrenze, der Ort hat sich in neuerer Zeit durch Neubaugebiete zumeist nach Norden und Westen ausgedehnt. Die umliegenden Ortschaften sind im Uhrzeigersinn Menzingen, Bahnbrücken, Zaisenhausen, Flehingen, Bauerbach, Oberacker und Münzesheim.

## Geschichte
Der Ort wurde 804/814 im Lorscher Codex anlässlich einer Schenkung von Gütern in Gozbodesheim an das Kloster Lorsch erstmals erwähnt und kam über die Kraichgaugrafen im 12. Jahrhundert an die Grafen von Eberstein. Diese gründeten bei ihrer Burg auf einer Anhöhe südlich des alten (später vollständig abgegangenen) Dorfes eine Stadt, die 1220 durch Kaiser Friedrich II. die Stadtrechte verliehen bekam und 1278 als oppidum (Stadt) bezeugt wurde. Wilhelm von Eberstein verkaufte die Stadt 1358 an Pfalzgraf Ruprecht I., der sie den Ebersteinern wieder als Lehen übertrug. 1504 kam die Stadt im Landshuter Erbfolgekrieg an das Herzogtum Württemberg, blieb aber weiterhin im Lehensbesitz der Ebersteiner.
Nachdem es 1521 bereits Beschwerden über hohe Fronlasten der Bevölkerung gab, unter anderem beim Bau des Graf-Eberstein-Schlosses, versammelte sich im Bauernkrieg am 7. Mai 1525 der Kraichgauer Bauernhaufen unter der Führung des „Pfaffen“ Anton Eisenhut in Gochsheim und zog von hier aus gegen Adel und Klerus. Wilhelm IV. von Eberstein führte 1556 die Reformation in Gochsheim ein. Im Dreißigjährigen Krieg suchten zwar viele Bewohner umliegender Orte Schutz in der befestigten Stadt, doch gab es auch dort durch Seuchen und Hungersnöte viele Opfer, so dass die Einwohnerzahl von 1400 auf 120 Personen sank.

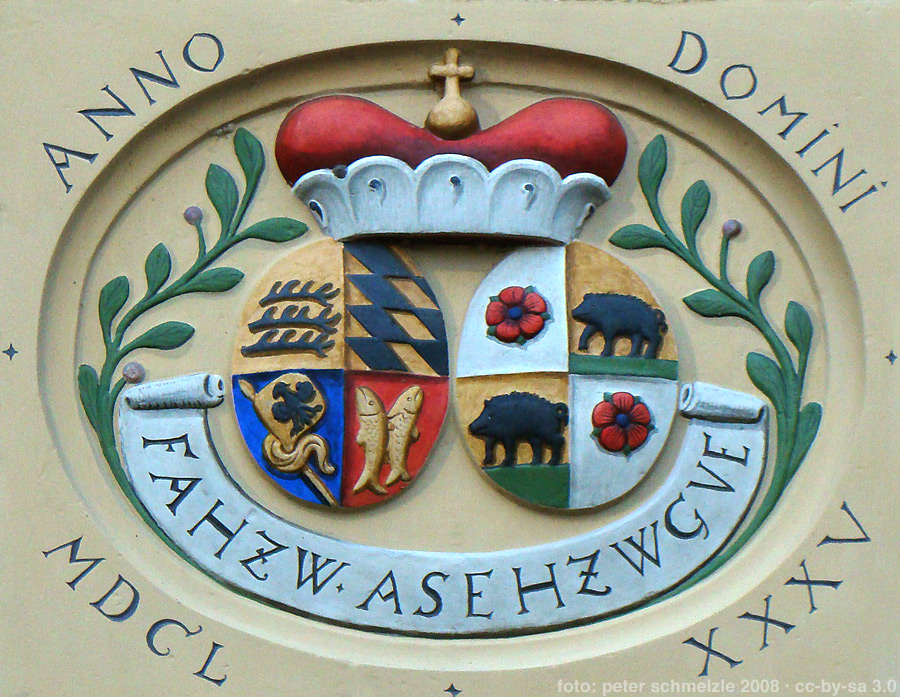
Württemberg-Ebersteinsches Allianzwappen am Graf-Eberstein-Schloss

1660 verstarb Casimir von Eberstein ohne männliche Nachkommen. Die Ebersteiner Lehen wurden eingezogen, Casimirs Witwe Maria Eleonora erhielt das Schloss als Witwensitz. Ihre Tochter Albertina Sophie Esther heiratete nach dem Tod der Mutter 1679 Herzog Friedrich August von Württemberg-Neuenstadt. 1689 wurde die Stadt im Pfälzer Erbfolgekrieg durch die Franzosen niedergebrannt. Zum Wiederaufbau wurden ab 1698 Hugenotten vor der Stadt in der so genannten Augusti-Stadt angesiedelt. Einige von ihnen waren Waldenser aus Val Perosa. Nach dem Tod von Friedrich August († 1716) und Albertina Sophie Esther († 1728), die trotz 14 Kindern keine überlebenden männlichen Nachkommen hatten, kam Gochsheim 1728 zunächst nochmals als Lehen an Reichsgräfin Wilhelmine von Würben, wurde jedoch 1736 endgültig vom Herzogtum Württemberg eingezogen und Sitz eines Kameralamts. 1739 wurde die erst wenige Jahre zuvor wiederaufgebaute Stadt bei einem Großbrand erneut weitgehend zerstört: Kirche, Rathaus, Schule und zahlreiche weitere Häuser brannten nieder.
Im Jahr 1806 wurde Gochsheim durch den Tausch- und Epurationsvertrag an das Großherzogtum Baden abgegeben. 1807 wurde die Stadt Sitz eines gleichnamigen Oberamtes, das jedoch bereits 1813 aufgelöst wurde, worauf Gochsheim zum Bezirksamt Bretten kam. Nachdem Gochsheim kein Amtssitz mehr war, verkam die Stadt zur Bedeutungslosigkeit und verarmte innerhalb weniger Jahre. 1828/29 erwarb die Gemeinde das Schloss. Das größere Hintere Schloss wurde abgerissen, das Vordere Schloss wurde als Schule genutzt.
1896 wurde Gochsheim über die Nebenbahn Bruchsal–Menzingen an das Eisenbahnnetz angeschlossen. 1905 wurde ein neues Schulhaus erbaut und das Schloss in seine heutige Gestalt umgebaut. 1935 wurden die Stadtrechte entzogen, der Ort kam mit der Auflösung des Bezirksamts Bretten 1936 zum Bezirksamt Bruchsal.
Nach dem Zweiten Weltkrieg wurden rund 300 Heimatvertriebene in Gochsheim einquartiert. 1956 wurden die Stadtrechte erneut verliehen. Am 1. September 1971 vereinigte sich Gochsheim mit der Stadt Unteröwisheim sowie mit den Gemeinden Bahnbrücken, Landshausen, Menzingen, Münzesheim, Neuenbürg, Oberacker und Oberöwisheim zur neuen Stadt Kraichtal.
Am 31. Dezember 2005 wurden in Gochsheim 1706 Einwohner gezählt.

## Religion
Die Evangelische Kirchengemeinde Gochsheim mit der Kirche St. Martin ist Teil der unierten Evangelischen Landeskirche in Baden. Die ca. 375 Katholiken in Gochsheim gehören zur Pfarrgemeinde St. Andreas in Münzesheim (Erzbistum Freiburg). Darüber hinaus existiert die Christliche Gemeinschaft Gochsheim, die dem Mülheimer Verband Freikirchlich-Evangelischer Gemeinden angehört.

## Wappen
Das ehemalige Wappen von Gochsheim zeigt in Silber eine rote Rose mit blauem Butzen und grünen Kelchblättern und geht im Wesentlichen auf das Wappen der Grafen von Eberstein zurück.

## Sehenswürdigkeiten

### Museen
- Badisches Bäckerei- und Deutsches Zuckerbäckermuseum
- Museum der Stadt Kraichtal und Kraichgau-Bibliothek Gochsheim im Graf-Eberstein-Schloss

### Bauwerke

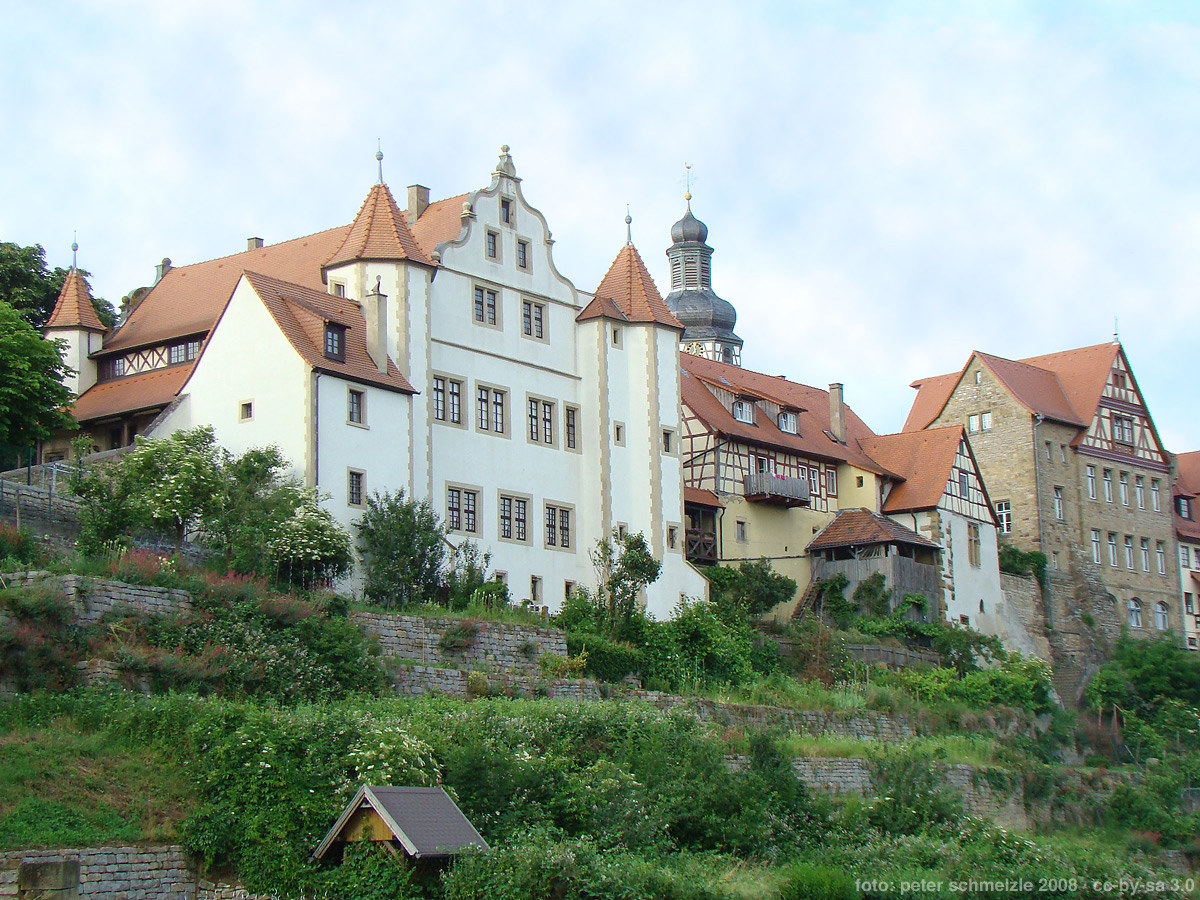
Graf-Eberstein-Schloss oberhalb der historischen Trockenmauer

Das Graf-Eberstein-Schloss ist der im 16. Jahrhundert anstelle der früheren Burg erbaute Herrensitz der Grundherren, von dem nach Abriss eines größeren Teils im frühen 19. Jahrhundert lediglich noch einige Gebäude erhalten sind. Die prächtige Galerie an der Westseite bildete einst die Ostseite des heute noch erhaltenen Vorderen Schlosses zum größeren und weiter westlich gelegenen, abgerissenen Hinteren Schloss. Die Gebäude unmittelbar östlich des Schlosses gehen in ihren Grundmauern teilweise noch auf den Wirtschaftshof der mittelalterlichen Burg zurück. Um die Burg herum befanden sich bereits im 12. Jahrhundert, noch vor der Entstehung der Stadt, Gehöfte von regionalen Adligen. Der Mentzinger Hof der Herren von Mentzingen bei der Kirche geht auf ein solches Hofgut zurück.
Die St. Martinskirche geht auf eine 1320 erwähnte Stadtkapelle zurück, die 1499 umgebaut und dem heiligen Martin geweiht wurde. Der Kirchenpatron wurde von einer bereits im 8. Jahrhundert bestehenden Kirche in der älteren Talsiedlung übernommen. 1617 wurde das Langhaus durch Heinrich Schickhardt erneuert. 1689 fiel die Kirche der Zerstörung durch die Franzosen zum Opfer, wurde bis 1704 wiederaufgebaut und brannte beim Stadtbrand 1739 abermals ab. In ihrer heutigen Form besteht die Kirche im Wesentlichen seit dem Neubau des Langhauses 1788. Im Dachboden der Kirche befand sich einst der städtische Kornspeicher.

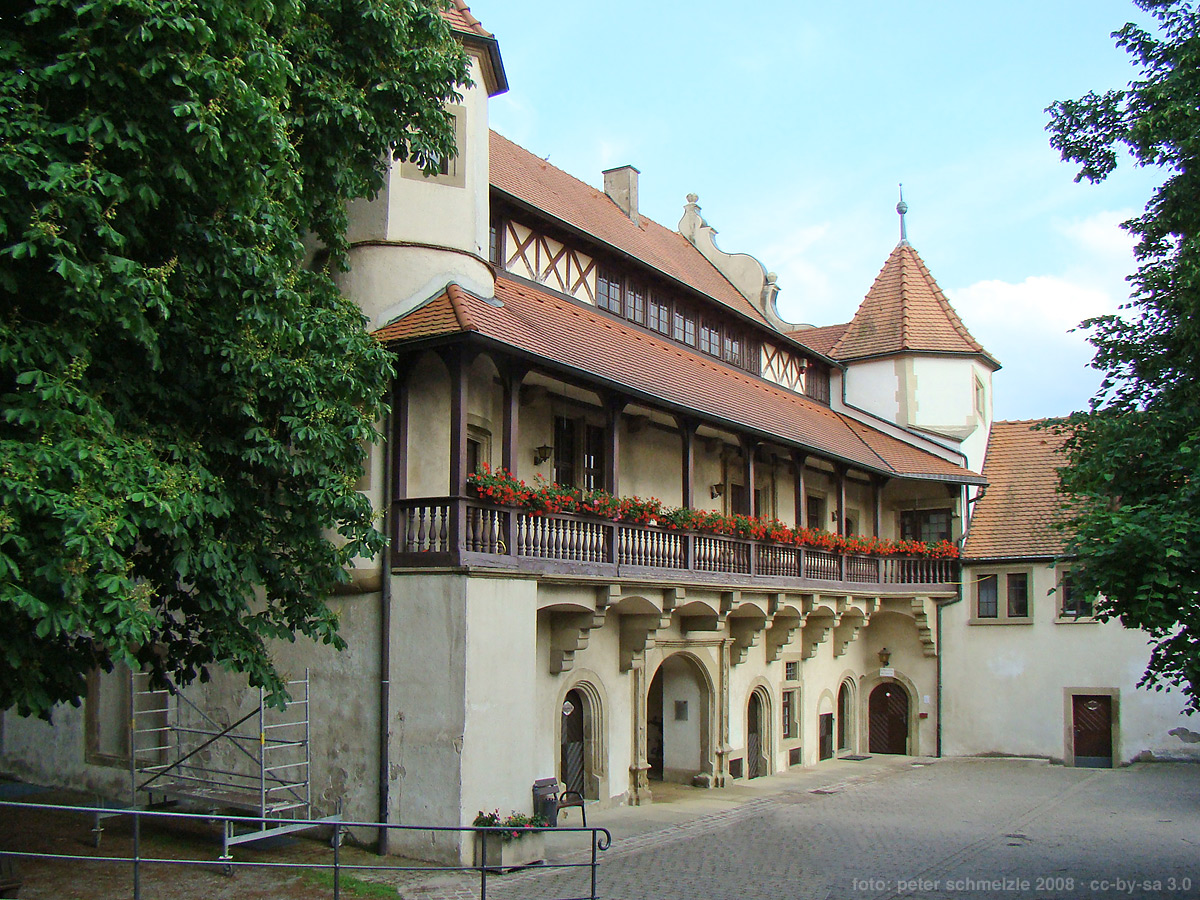
Graf-Eberstein-Schloss – Innenhof
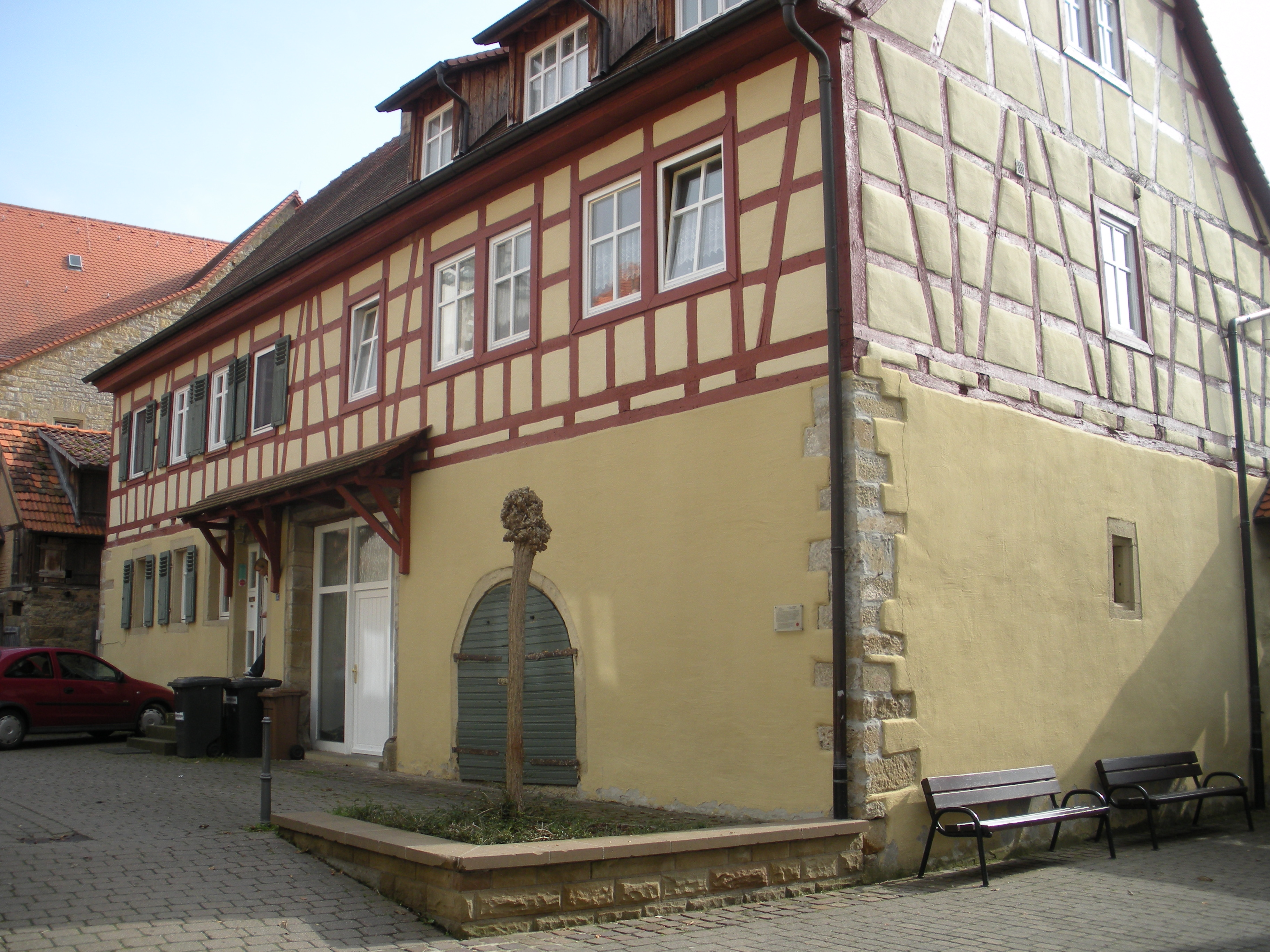
Altes Fachwerkhaus beim Graf-Eberstein-Schloss
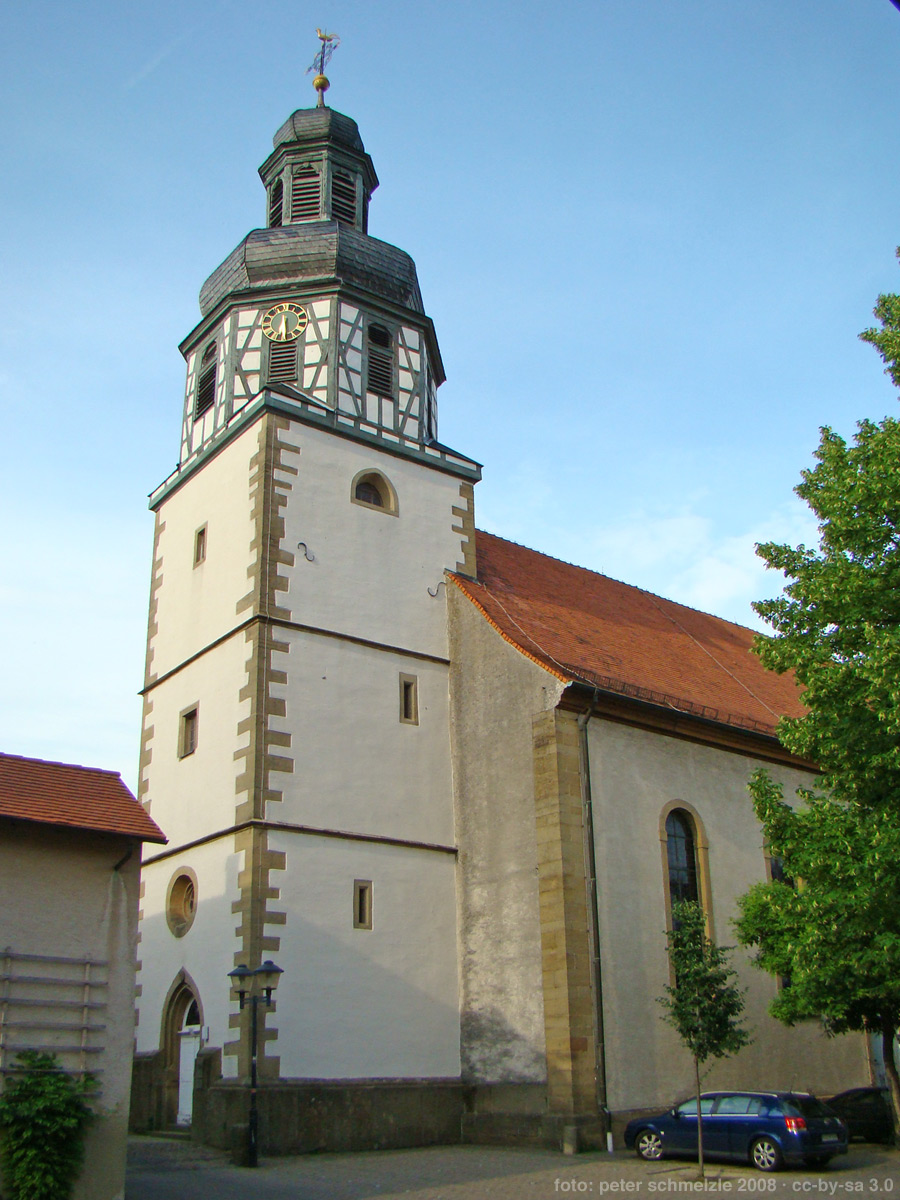
Evangelische Martinskirche

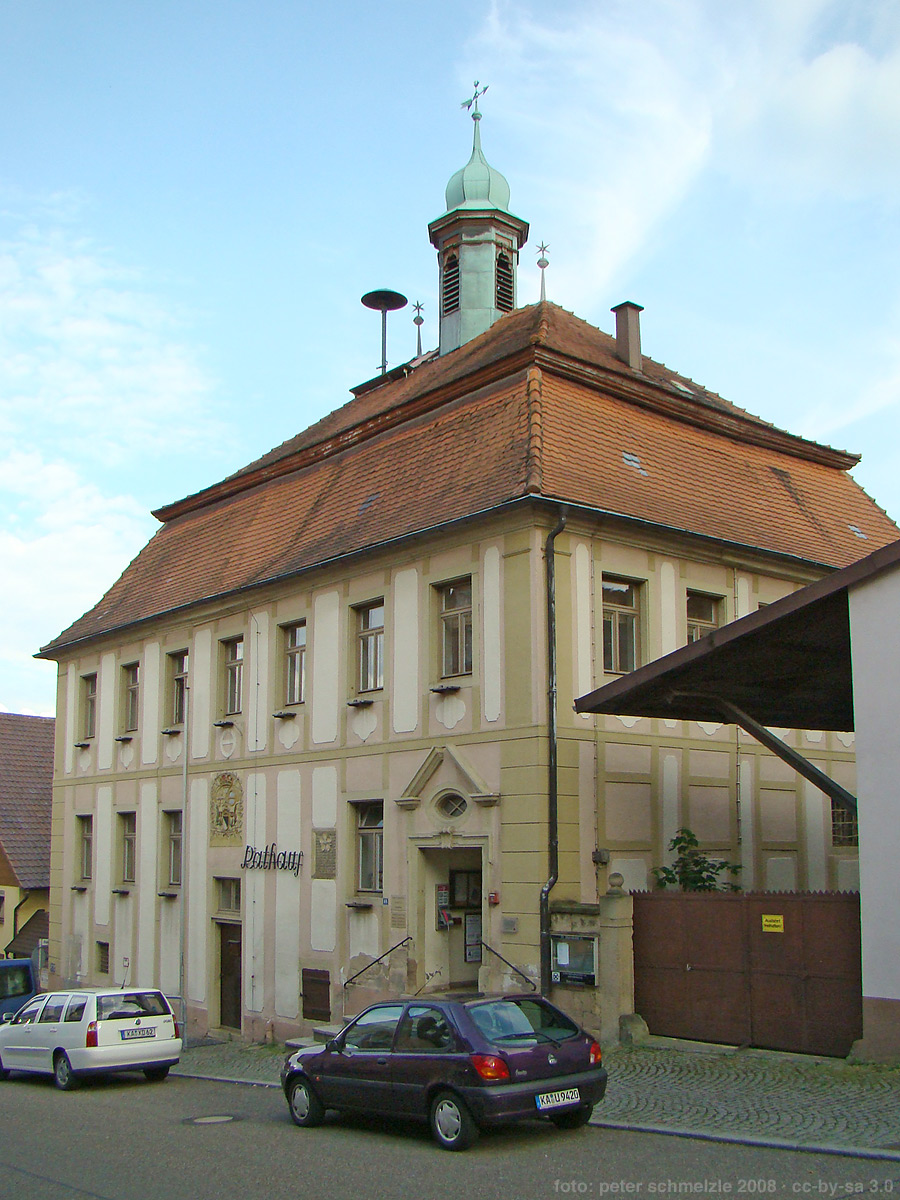
Rathaus

Das Rathaus wurde 1773 im Stil des Barock mit Mansarddach und Glockentürmchen an der Stelle der seit 1504 bezeugten kleineren Vorgängerbauten errichtet. Am Gebäude befinden sich drei historische Wappensteine: das Allianzwappen des Herzogenpaares von 1685, ein Erinnerungsstein an die Stadtzerstörung 1689 und ein Wappenstein vom Jahr des Rathausneubaus 1773.
Die Graf-Eberstein-Schule wurde 1905 an der Stelle der früheren Stadtkelter im Jugendstil erbaut. Bemerkenswert ist das Treppenhaus des im Originalzustand erhaltenen und am Giebel datierten Gebäudes.

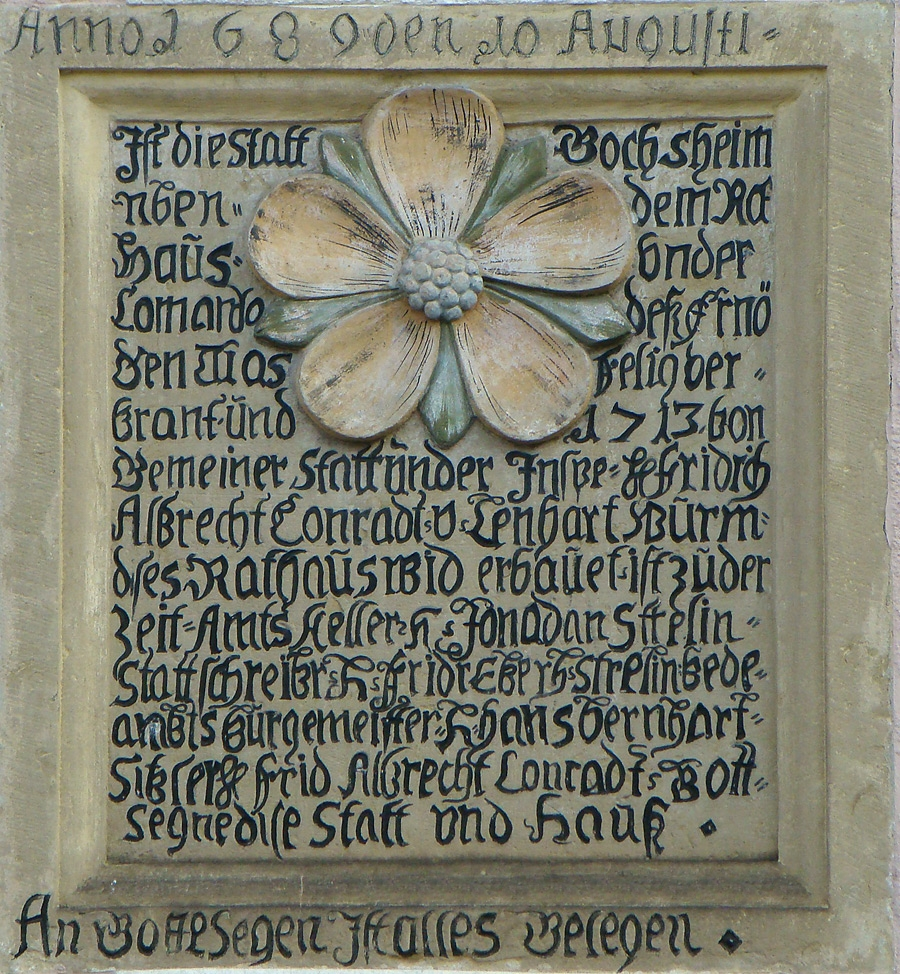
Inschriftenstein am Rathaus
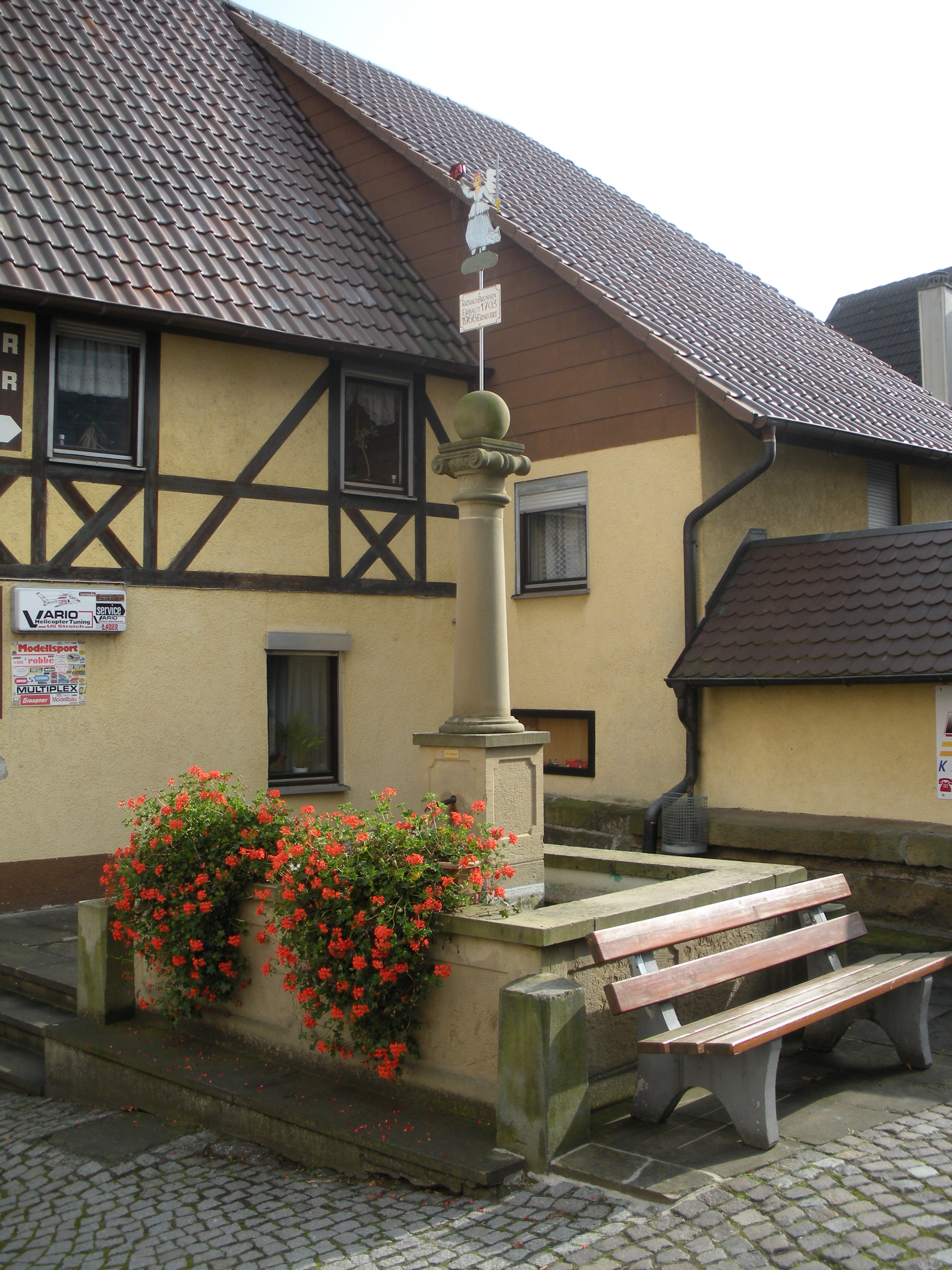
Rathausbrunnen
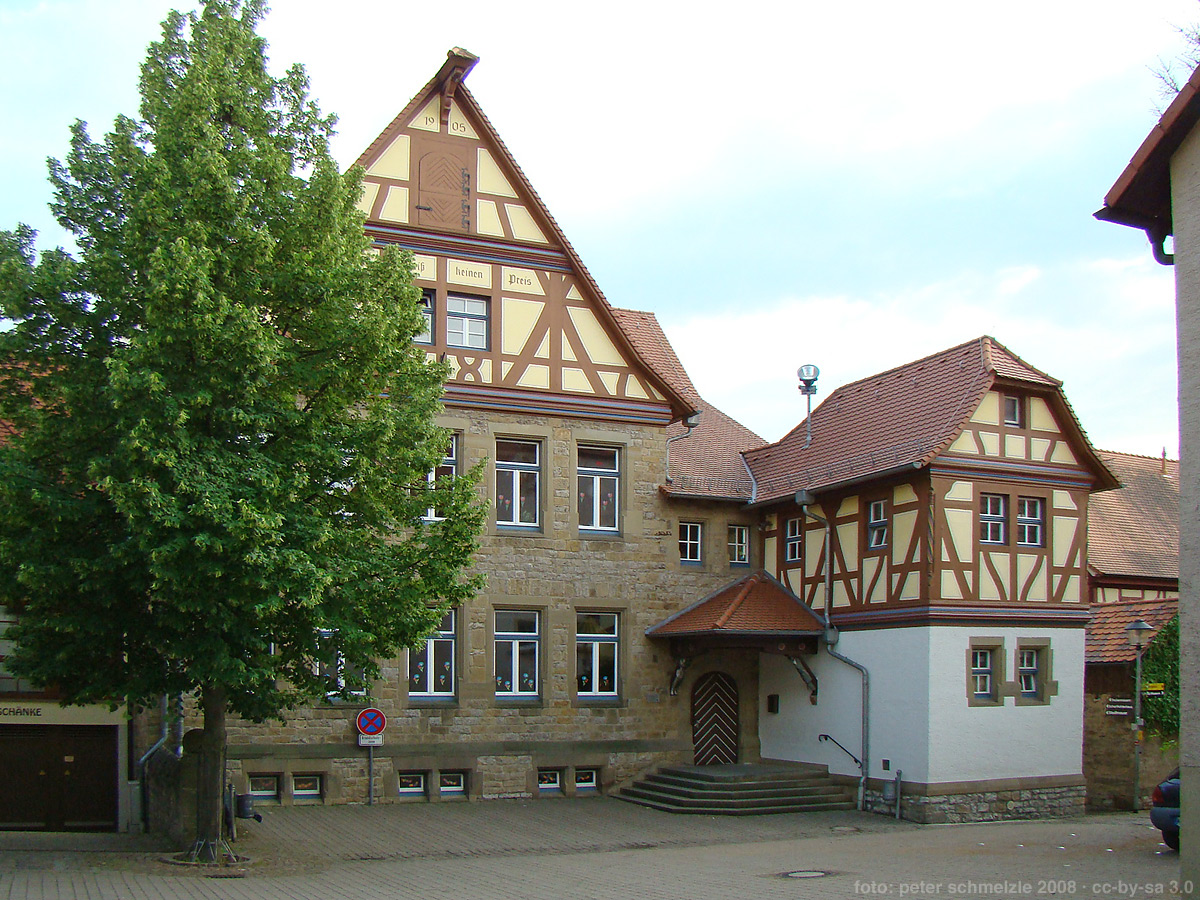
Graf-Eberstein-Schule

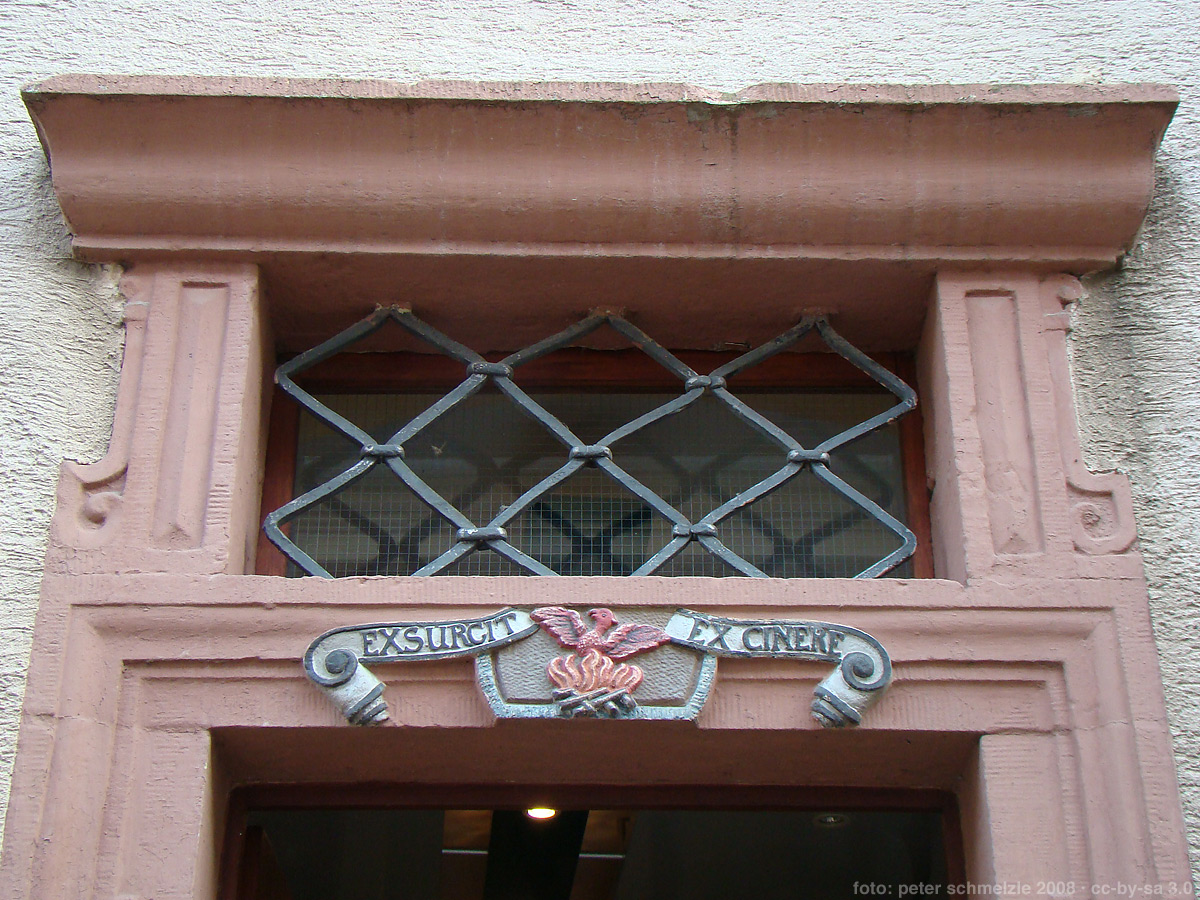
Der Phoenix am Apothekenportal erinnert an die Stadtbrände 1689 und 1739

Der Ort ist reich an historischer Bausubstanz, die teilweise den Stadtbrand von 1739 überdauert hat. Das Scharfrichterhaus in der Vorstadt stammt von 1615 und war Wohnsitz des Scharfrichters. Ein Vorgängergebäude ist bereits im frühen 16. Jahrhundert dort bezeugt und befand sich damals noch außerhalb der Stadtmauern. An einem historischen Handwerkerhaus ist das Hausschild eines Glasermeisters von 1715 erhalten. Das sogenannte Bürgerhaus, ein prächtiges Fachwerkhaus, stammt von 1733. Die Stadtapotheke, ursprünglich Teil des Mentzinger Hofes und bereits im frühen 18. Jahrhundert mit einem privilegierten Hof- und Stadtapotheker besetzt, erinnert am historischen Portal mit einem aus den Flammen aufsteigenden Phoenix an die Stadtbrände von 1689 und 1739.

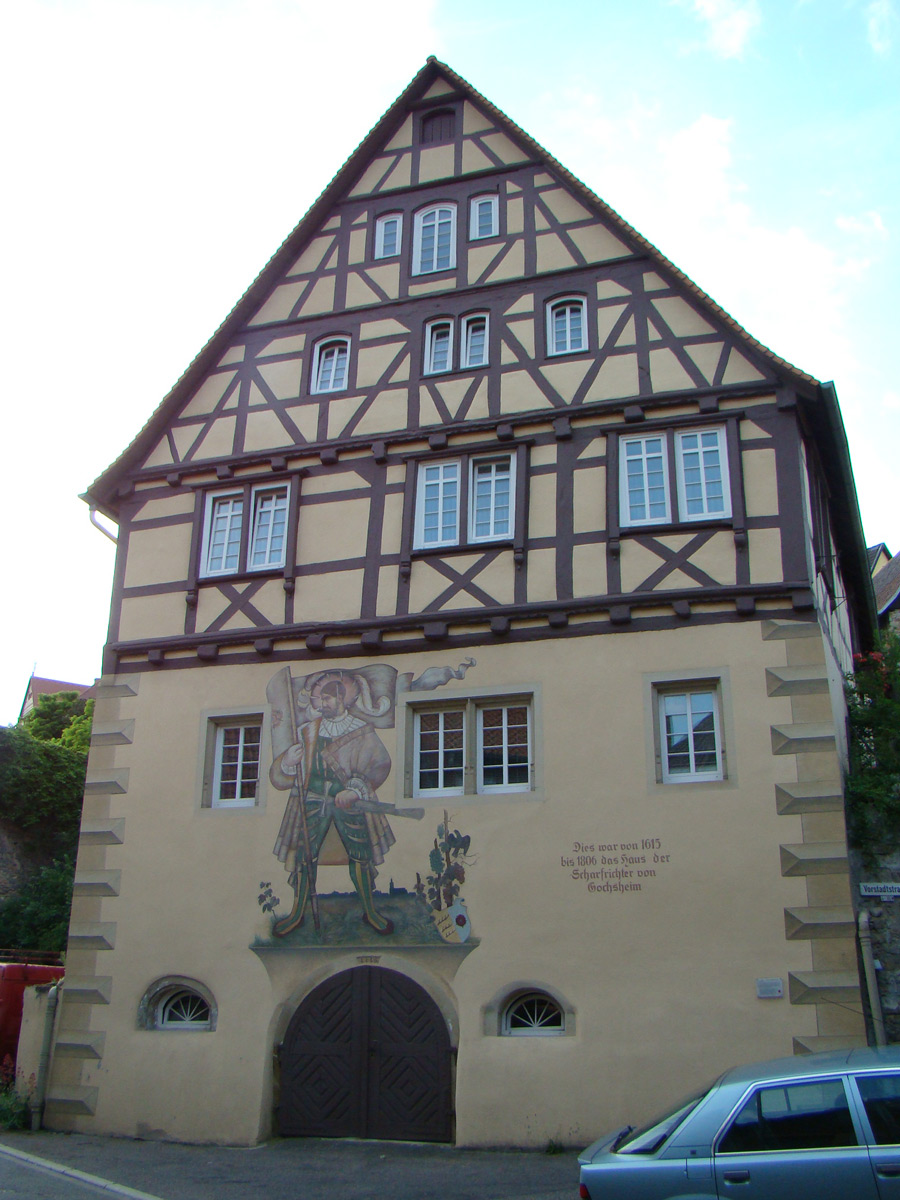
Scharfrichterhaus
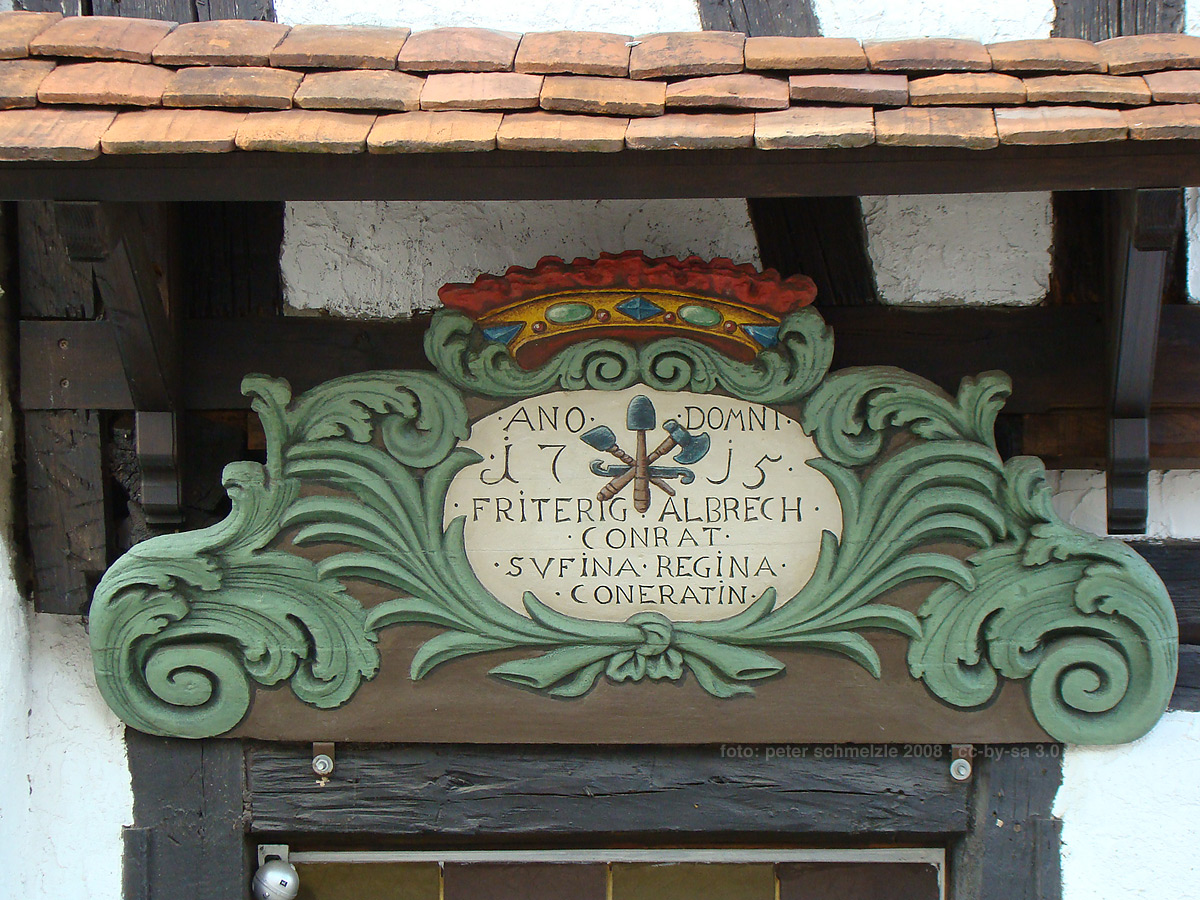
Hausschild des Handwerkerhauses
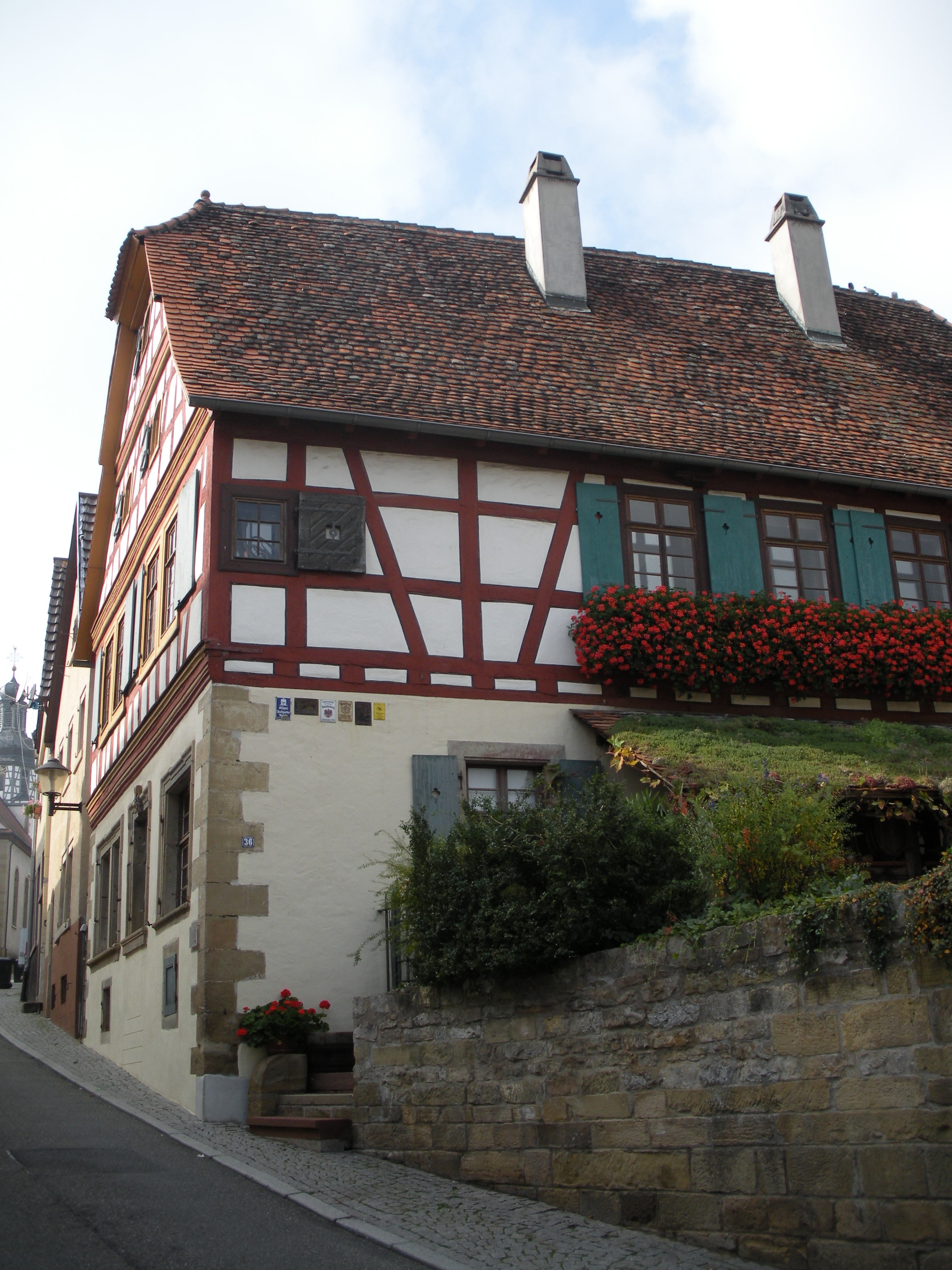
Wagnerhaus

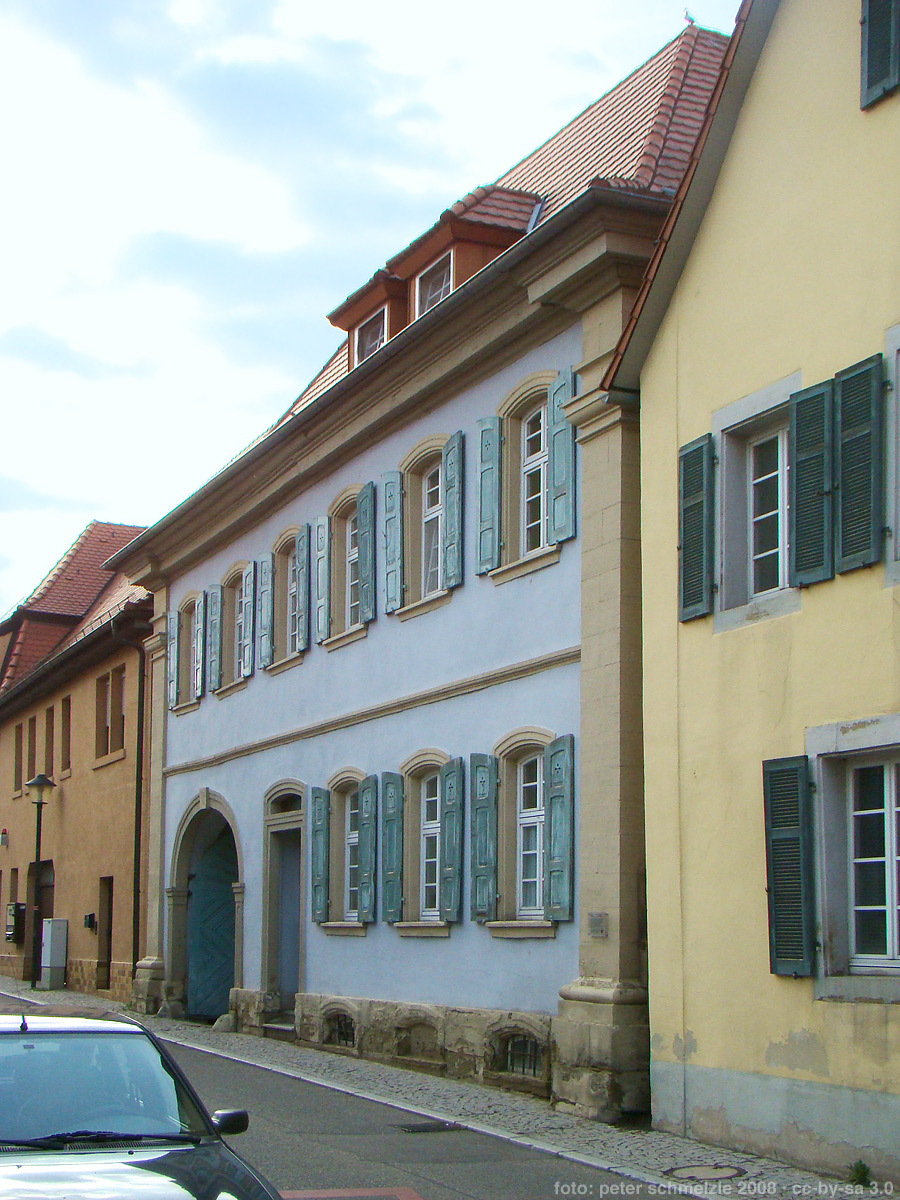
Ehemalige Synagoge

Von der im 13. Jahrhundert angelegten Stadtmauer, die im 16. Jahrhundert um die Vorstadtmauer erweitert wurde, sind einige Teilstücke erhalten. Die Vorstadtmauer mit dem bereits im 13. Jahrhundert als Wachturm bestehenden Eckturm im Kraichbachtal schließt zum Bachlauf hin durch bei Überschwemmungen abgelagerte Erdmassen nahezu ebenerdig mit dem dahinter befindlichen Gartenland ab. Vom Eckturm ragt nur noch der obere Teil aus dem Boden. Der Hang vom Kraichbach zum Schloss ist mit einer historischen Trockenmauer befestigt.
Die Synagoge erinnert an die einstige jüdische Gemeinde von Gochsheim. Die 1427 erstmals erwähnten Juden des Ortes hatten ab 1662 eine Synagoge. Das barocke Gebäude wurde 1784 durch Baruch Hirsch Dessauer erbaut. Die jüdische Gemeinde kam bereits im 19. Jahrhundert zum Erliegen, der letzte Jude verließ Gochsheim 1884. Ein jüdischer Friedhof befindet sich an der ehemaligen Landstraße nach Flehingen.
Zu den weiteren historischen Gebäuden zählen unter anderem das ehemalige Amtshaus, die frühere Stadtmühle, eine ehemalige Badstube, ein historischer Saustall und der historische Farrenstall (Zuchtstierstall). Ein historischer Rundgang durch den Ort stellt rund 30 Objekte auf Infotafeln vor. Das Badische Bäckereimuseum und das Deutsche Zuckerbäckermuseum sind gleichfalls in historischen Gebäuden untergebracht.

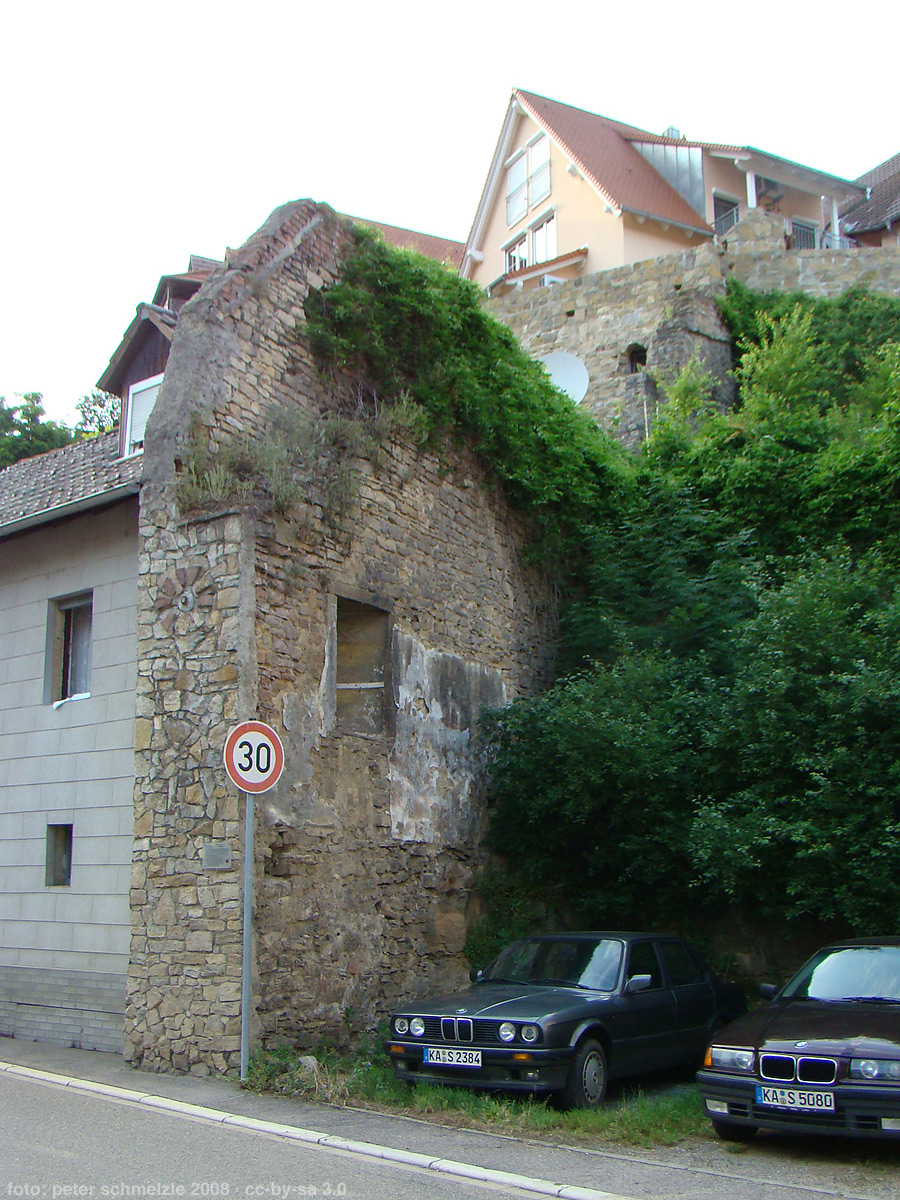
Überrest der Stadtmauer
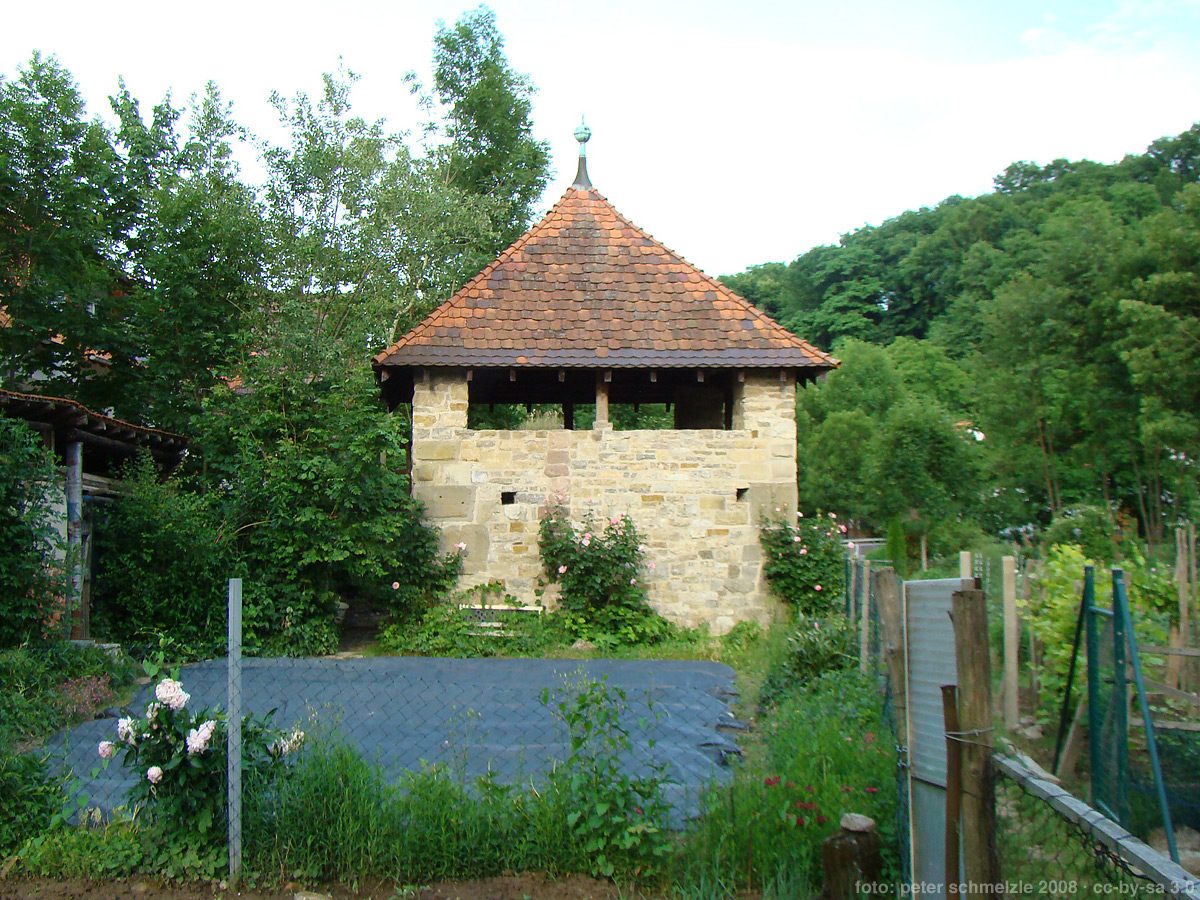
Eckturm der Vorstadtmauer
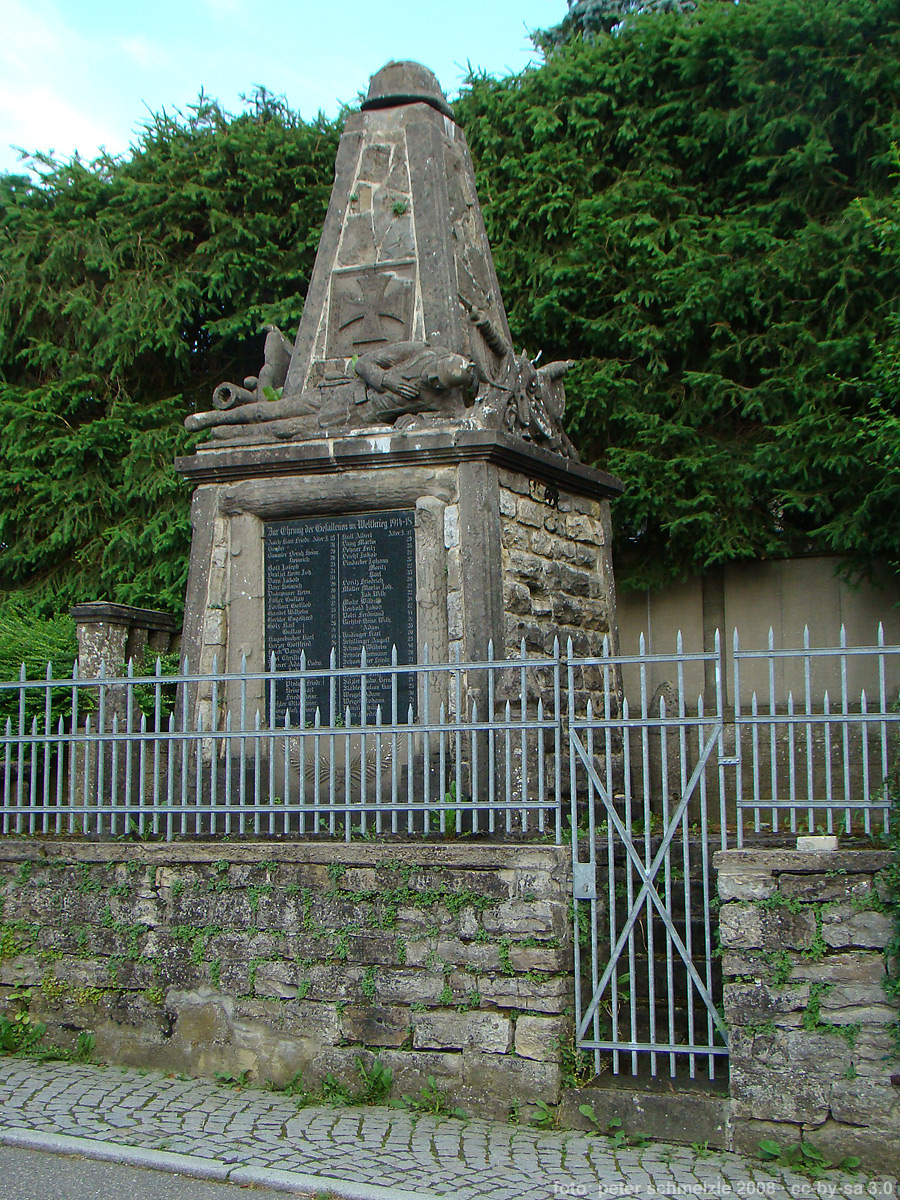
Kriegerdenkmal

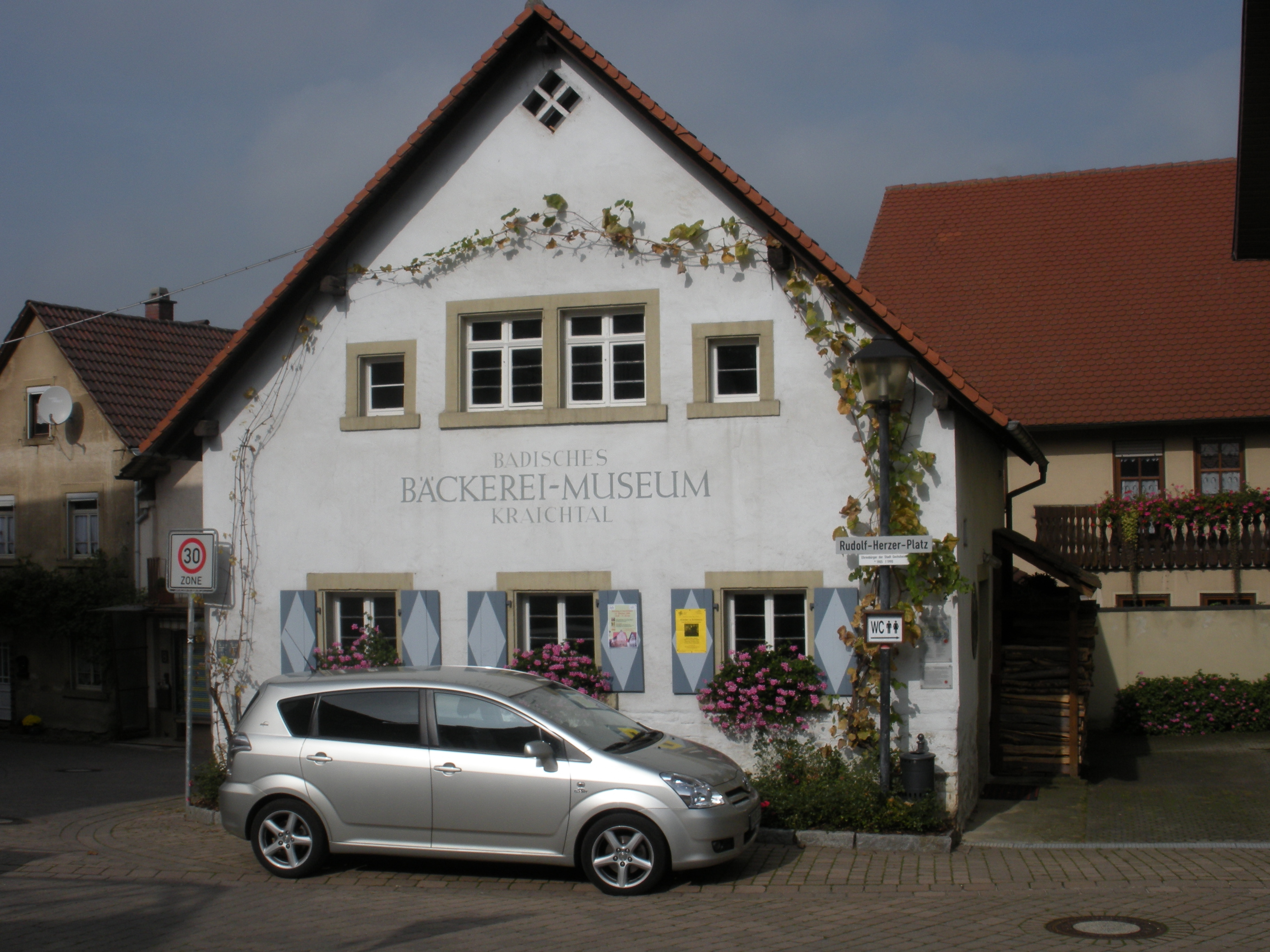
Badisches Bäckereimuseum
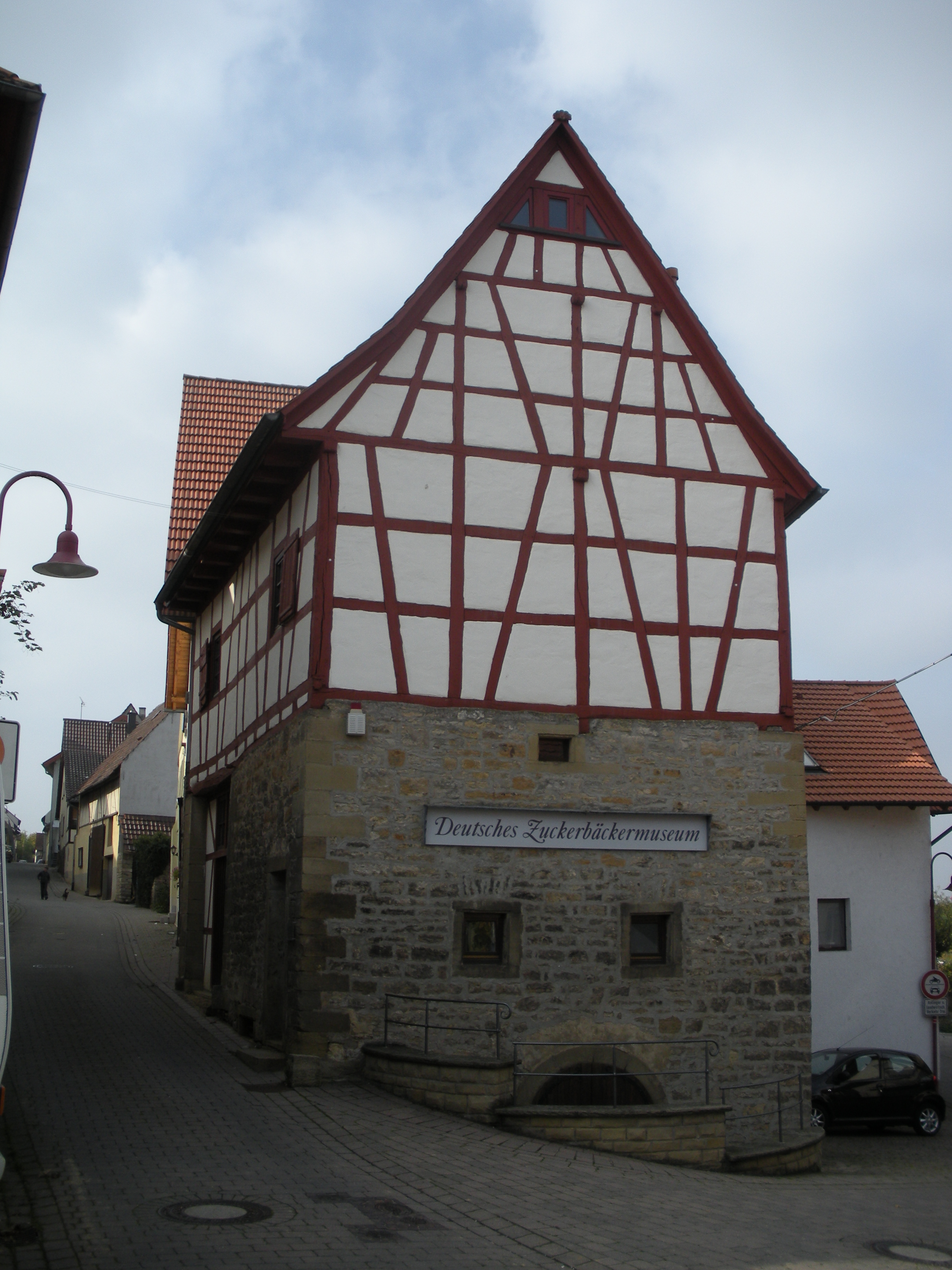
Deutsches Zuckerbäckermuseum
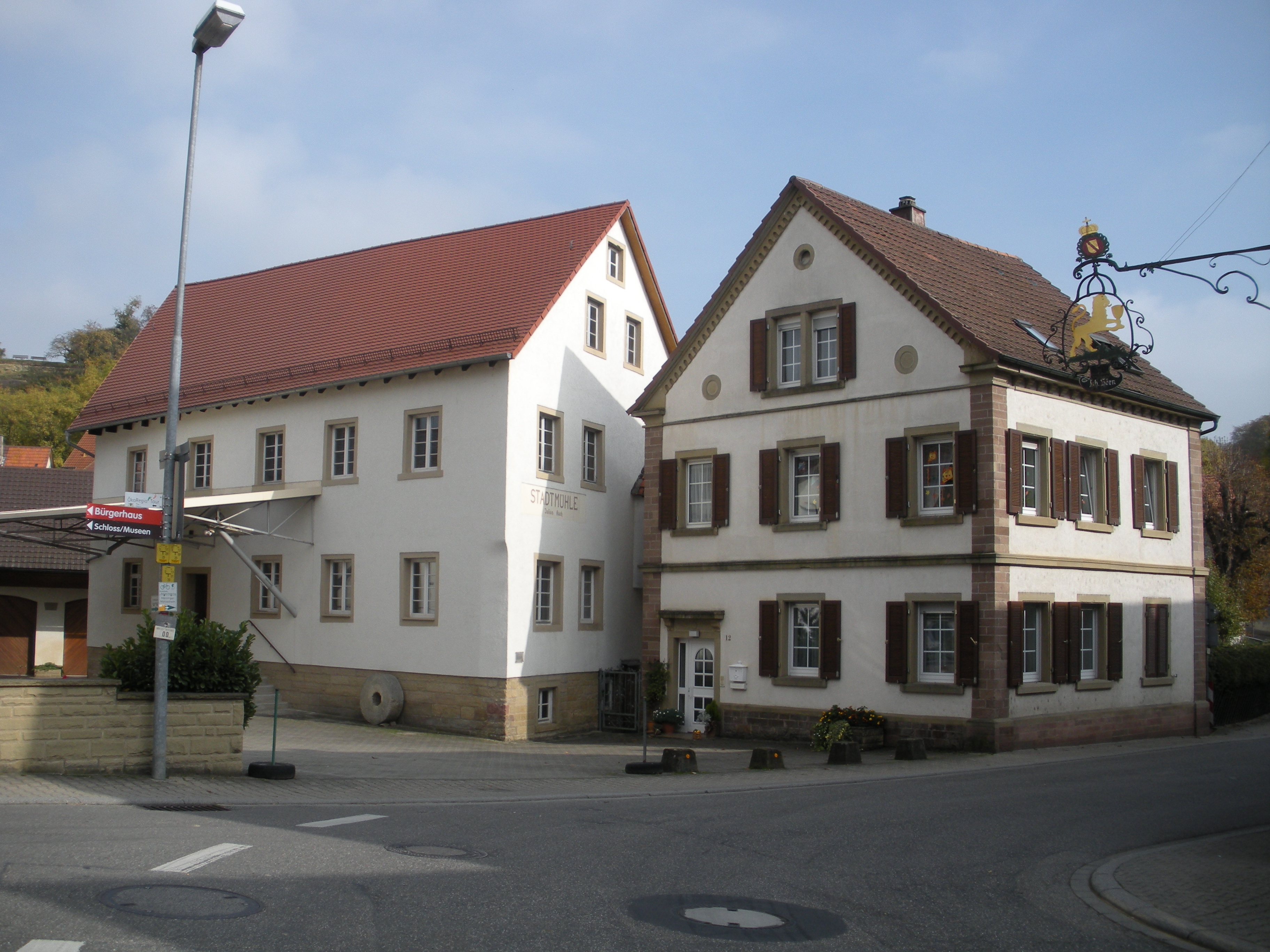
Stadtmühle

## Verkehr
In Gochsheim ist ein Bahnhof der Kraichtalbahn. Die Strecke ist als ‚S32‘ (Menzingen–Bruchsal–Karlsruhe–Achern) in das Netz der Karlsruher Stadtbahn integriert. Sie wird in den Hauptverkehrszeiten im 20-/40-Minuten-Takt betrieben, ansonsten herrscht zumindest ein Stundentakt vor.

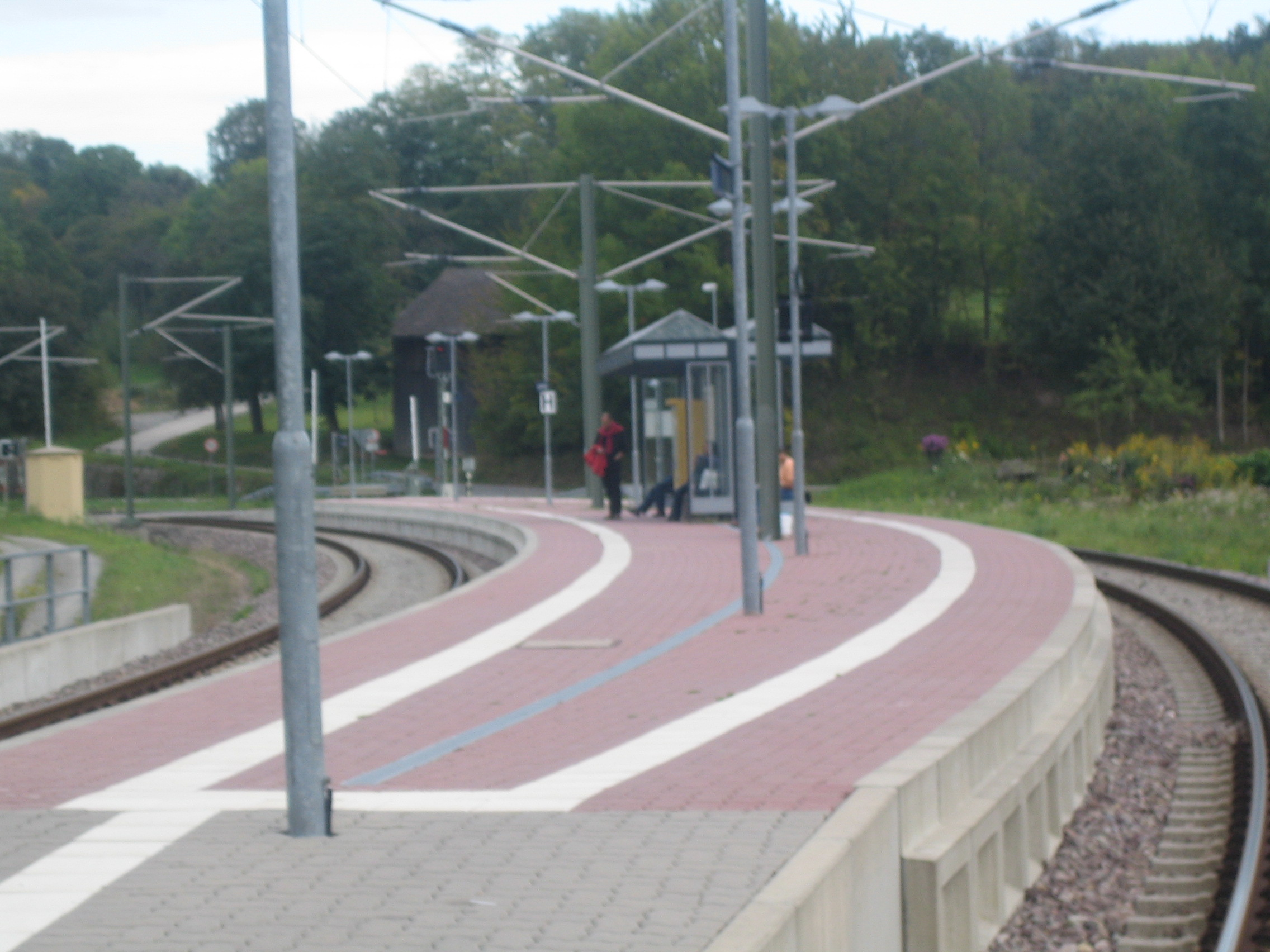
Gochsheim Kreuzungsbahnhof

| Linie                                 | Linienverlauf | Takt                                                            |
| ------------------------------------- | --- | --------------------------------------------------------------- |
| S-Bahn S 32                           | Menzingen (Baden) – Bahnbrücken – Gochsheim (Baden) – Münzesheim Ost – Münzesheim – Oberöwisheim – Unteröwisheim – Unteröwisheim Martin-Luther-Straße – Ubstadt Salzbrunnenstraße – Ubstadt Ort – Bruchsal Stegwiesen – Bruchsal Schlossgarten – Bruchsal – Bruchsal Gewerbliches Bildungszentrum – Untergrombach – Weingarten (Baden) – Karlsruhe-Durlach – Karlsruhe Hbf | 20/40-Minuten-Takt, zu HVZ dritter Zug pro Stunde nach Bruchsal |
| Freizeitexpress Albtäler (S-Bahn) FEX | Menzingen (Baden) – Bahnbrücken – Gochsheim (Baden) – Münzesheim Ost – Münzesheim – Oberöwisheim – Unteröwisheim – Unteröwisheim Martin-Luther-Straße – Ubstadt Salzbrunnenstraße – Ubstadt Ort – Bruchsal Stegwiesen – Bruchsal Schlossgarten – Bruchsal – Bruchsal Gewerbliches Bildungszentrum – Untergrombach – Weingarten (Baden) – Karlsruhe-Durlach – Karlsruhe Hbf – Ettlingen West – Ettlingen Stadt – Busenbach – Etzenrot – Fischweier – Marxzell – Frauenalb-Schielberg – Bad Herrenalb Kullenmühle – Bad Herrenalb | An Sonn- & Feiertagen: 2× am Tag                                |
| Bus 139                               | Neuenbürg Raiffeisenbank – Oberöwisheim Feuerwehrhaus – Oberöwisheim Friedhof – Oberöwisheim Neuenwegstraße – Oberöwisheim Bahnhof – Münzesheim Bahnhof – Oberacker Rathaus – Gochsheim Bauerbacher Straße – Gochsheim Krone – Bahnbrücken Gochsheimer Straße – Bahnbrücken Kindergarten – Bahnbrücken Bahnhof – Menzingen Bahnhof – Menzingen Rathaus – Landshausen Röhrbrunnen | Von Samstag bis Sonntag, sowie an Feiertagen: 2-Stunden-Takt    |
| Schulbus 143                          | Bahnbrücken Gochsheimer Straße – Bahnbrücken Kindergarten – Gochsheim Krone – Gochsheim Milchhaus – Gochsheim Bauerbacher Straße – Flehingen Kraichtalstraße – Oberderdingen-Flehingen – Oberderdingen Allmend – Oberderdingen Blanco Verwaltung – Oberderdingen Schulzentrum | Von Montag bis Freitag: 2× am Tag                               |
| Bus 149                               | Gochsheim Bahnhof – Gochsheim Milchhaus – Gochsheim Bauerbacher Straße – Flehingen Kraichtalstraße – Oberderdingen-Flehingen – Oberderdingen Allmend – Oberderdingen Blanco Verwaltung – Oberderdingen Amthof – Oberderdingen Freibad | Von Montag bis Freitag: 1-Stunden-Takt                          |

## Persönlichkeiten
- Valentin Müller (um 1670–1734), Orgelbauer und kurpfälzischer Land- und Hoforgelmacher
- Johann Christoph Maier (1757–1822), evangelischer Theologe, Pfarrer und publizierender Schriftsteller